# Hillebrand van der Aa (pittore 1659 - 1721)
Hillebrand van der Aa (Leida, 1659 o 1660 – 1721) è stato un pittore, scultore e incisore olandese.

## Biografia
Figlio e allievo dello scultore Boudewyn Pieterszoon van der Aa, era fratello del tipografo Pieter Boudewyn van der Aa, per il quale lavorò come incisore, e dell'editore Pieter van der Aa. Si ritiene fosse inoltre imparentato con l'omonimo pittore e illustratore Hillebrand van der Aa, morto a Leida nel 1942. Si sposò due volte, nel 1683 e nel 1684. Visitò le Indie e nel 1721 visse a Batavia.